# Female Eye Film Festival
Le Female Eye Film Festival (FeFF) est un festival international de cinéma créé en 2001, à Toronto. Le festival présente des films de réalisatrices.

## Histoire
En 2001, Leslie-Ann Coles crée le festival Female Eye Film Festival, après avoir observé que les réalisatrices sont très peu présentes dans les festivals internationaux de cinéma. Elle participe à la première édition avec son premier film, In The Réfrigérateur. Le slogan pour le festival « FeFF flicks, not only for chicks » souligne que les films réalisés par des femmes ne sont pas nécessairement réservés aux femmes. En 2005, le slogan devient « Always Honest, Not Always Pretty ».
En 2002, lors de la première édition du festival, 42 films sont projetés. Entre 2002 et 2004, le festival met en place des programmes pour promouvoir le cinéma par et sur les femmes.
En 2005, le festival met en place un jury et se lance dans la compétition de films. Le festival décerne plusieurs prix allant du meilleur film au meilleur scénario.
En 2016, le festival sélectionne et projette 90 films du monde entier, pour 500 films proposés.
Le FeFF est accrédité par l'Académie canadienne du film et de la télévision. Il est  élu six fois (2013-2018) comme l'un des « 50 meilleurs festivals de films au monde dignes du droit d'entrée » par le magazine indépendant MovieMaker (en). Il figure dans la liste établi par Film Daily des « 10 meilleurs festivals de films sur les femmes ».

## Prix
Récompenses cinématographiques
- Meilleur spectacle
- Meilleur long métrage étranger
- Meilleur long métrage canadien
- Meilleur documentaire
- Meilleur court métrage documentaire
- Meilleur premier cinéaste
- Meilleur court métrage
- Meilleure animation
- Meilleur film expérimental

Récompenses du scénario
- Meilleur scénario
- Meilleure réserve
- Meilleur film à petit budget
- Meilleure voix
- Prix du public